# Orestias frontosus
Orestias frontosus es una especie de pez de la familia de los ciprinodóntidos en el orden de los ciprinodontiformes.

## Morfología
Los machos pueden alcanzar los 15 cm de longitud total.

## Distribución geográfica
Se encuentran en Sudamérica: Perú y Bolivia.